# Meter-Bus
M-Bus или Meter-Bus — стандарт физического уровня для полевой шины на основе асинхронного интерфейса. Также под этим названием понимают коммуникационный протокол, используемый для связи устройств по этой шине.
M-bus преимущественно применяется для приборов учёта электрической энергии (электросчётчики), тепловой энергии (теплосчётчики), расходомеров воды и газа. Данные передаются на компьютер (сервер) напрямую или через концентраторы шины M-Bus, а также усилители-повторители сигнала.

## Параметры шины
Шина полудуплексная, допустимые скорости передачи данных 300-9600 бит/с (совместимы со стандартными скоростями UART портов компьютеров и микроконтроллеров, которые и являются источником и приёмником данных). Рекомендуемый тип кабеля: стандартный телефонный (JYStY N*2*0.8 mm). Погонная ёмкость линии не более 180 нФ, сопротивление до 29 Ом. Дальность работы в стандартной конфигурации до 1000 метров. Дальность работы slave-устройства до повторителя сигнала до 350 м. Число устройств в сети до 250.
Мастер передает данные изменяя напряжение на линии: логической «1» соответствует 36 В, логическому «0» 12..24 В. Ведомое устройство передаёт данные нагружением линии: в пассивном состоянии (логическая «1») ток нагрузки на линию связи должен быть не более 1,5 мА и не изменяться в отсутствие передачи. Для передачи логического «0» ведомое устройство увеличивает ток потребления до 11..20 мА. Соответственно, мастер отслеживает изменение тока нагрузки, определяя логическую «1» как неизменный ток, а увеличение тока потребления как логический «0».
Поскольку физическая топология сети шина, то к одной паре проводов может подключаться несколько ведомых устройств (до 250 согласно стандарта). Таким образом суммарный ток потребления шины от мастера может доходить до 250 * 1,5 мА + 20 мА = 400 мА. Стандарт разрешает одному ведомому занимать до 4-х единичных нагрузок, то есть до 6 мА.
Существуют интегральные реализации M-Bus AFE для ведомых устройств. Например, Texas Instruments TSS721, ON Semiconductor NCN5150 и NCN5151.
Стандарт не определяет типы электрических соединителей (разъемов).

## Стандартизация
Шина M-Bus изначально была описана в европейском стандарте на теплосчетчики EN1434-3 «Heat meters. Part 3: Data exchange and interfaces» и его российской копии ГОСТ Р ЕН 1434-3 «Теплосчетчики. Часть 3: Обмен данными и интерфейсы». Позже M-Bus был также стандартизирован в EN13757 «Системы связи для измерительных приборов и дистанционное считывание показаний с измерительных приборов».
Протокольная часть M-Bus может применяться не только на проводном физическом уровне M-Bus, но и на других физических уровнях. Стандартизовано применение оптического физуровня (согласно EN 62056-21 4.1), радиоканального (868 МГц, EN 13757-4), токовой петли (EN 62056-21 3.1), альтернативный проводной физуровень (согласно EN 13757-6).
| Уровень OSI               | Стандарт           |
| ------------------------- | ------------------ |
| Прикладной уровень        | EN1434-3 EN13757-3 |
| Представительский уровень | Нет                |
| Сеансовый уровень         | Нет                |
| Транспортный уровень      | Нет                |
| Сетевой уровень           | Опционально        |
| Канальный уровень         | EN1434-3 EN13757-2 |
| Физический уровень        | EN1434-3 EN13757-2 |

### Open Metering System
Open Metering System — европейская инициатива, преследующая цель унифицировать сбор данных с приборов учета ресурсов на основе шины M-Bus. Помимо некоторых упрощений и улучшений в документации предлагается ввести криптографическую защиту данных с помощью симметричного шифра AES. Спецификации OMS открыты.